# Eredivisie (floorball)
De Heren Eredivisie (floorball) is het hoogste niveau van Nederlands floorball.
De Eredivisie startte voor het eerst in 2001, twee jaar nadat de NeFUB opgericht werd. De competitie bestaat uit 8 teams, de nummers 1 en 2 spelen vervolgens een finale om het landskampioenschap. De nummer 8 van de competitie degradeert direct en de nummer 7 speelt om een plek in de Eredivisie tegen de nummer 2 van de Heren Eerste Divisie.

## Internationale toernooien
De winnaar van de Heren Eredivisie kwalificeert zich voor de Euro Floorball Challenge, de derde clubcompetitie in Europa onder de Champions Cup en de Euro Floorball Cup. Tot 2016 bestond de Euro Floorball Challenge nog niet en ging de kampioen van Nederland naar de kwalificatie van de Euro Floorball Cup, in de geschiedenis van het Nederlandse floorball is er 1 club geweest die heeft deelgenomen aan de Euro Floorball Cup, namelijk UC Face Off, door zich via kwalificatie te plaatsen in 2014. Afgelopen jaar was UFC Utrecht kampioen van de Heren Eredivisie en speelden ze dus in de Euro Floorball Challenge. Ze behaalden op dat toernooi de finale maar verloren uiteindelijk van het Poolse Bankowa Zielonka met 2-5 en behaalden de tweede plek.

## Clubs in de competitie
- UFC Utrecht
- FB Agents
- Hot Flames
- Sonics
- UC Face Off
- UFC Groningen
- Messed Up
- UFC Utrecht 2

## Kampioenen in voorgaande jaren
- 2000/2001: HSK
- 2001/2002: HSK
- 2002/2003: Sonics
- 2003/2004: Sonics
- 2004/2005: HSK
- 2005/2006: FB Agents
- 2006/2007: FB Agents
- 2007/2008: HSK
- 2008/2009: HSK
- 2009/2010: FB Agents
- 2010/2011: HSK
- 2011/2012: HSK
- 2012/2013: HSK
- 2013/2014: UC Face Off
- 2014/2015: FB Agents
- 2015/2016: FB Agents
- 2016/2017: UFC Utrecht
- 2017/2018: UFC Utrecht
- 2018/2019: UFC Utrecht
- 2019/2020: - (Geen kampioen ivm. Covid-19)
- 2020/2021: - (Geen kampioen ivm. Covid-19)
- 2021/2022: UFC Utrecht
- 2022/2023: UFC Utrecht